# イアン・マクハーグ
イアン・マクハーグ（Ian L. McHarg, 1920年11月20日 - 2001年3月5日）は、アメリカの造園学者、ランドスケープアーキテクト。ペンシルベニア大学ランドスケープアーキテクチュア・地域計画学部の創立者で、ペンシルベニア大学名誉教授。環境デザイン分野でエコロジカル・プランニングの方法論を確立する1969年に出版された著「Design with Nature」で有名。この本等でわれわれをとりまく環境を自然と社会の総和として捉え、わかりやすく提示した。日本語版も1993年に出版され、現在でも環境プランニングの専門家ランドスケープアーキテクトや環境プランナー、デザイナーなどに広く読まれている。

## 人物概要
1920年、スコットランドの工業都市グラスゴー・クライドバンク生まれ。父親は地元で市長を歴任する政治家。 美術に関する才能は早くから見出され、都市設計の分野への進学アドバイスをされるが、グラスコーの美術学校を卒業後、第二次世界大戦が勃発し落下傘部隊の士官としてイタリアに赴任する。第二次世界大戦の間、ロイヤルエンジニアと共に都市建設に従事、戦争で傷つくイタリアに居てから都市建設分野に興味を抱いていったという。
アメリカ合衆国にわたり、1947年、ハーバード大学デザインスクールでランドスケープアーキテクチュアを学ぶ一方、都市計画学をも修める。当時ハーバードの都市計画学教室では、イギリスのウィリアム・ホルフォードや、ガーデンシティにかかわった人物らが教育にあたっていた。在学中からスコットランド保健省計画担当官として地域計画に従事。卒業制作では、ロバート・ゲデス、ウィリアム・コンクリン、マービン・セベリーらと共同でロードアイランド州ブロビデンス都市再開発案をてがけ、1951年、ハーバード大学大学院都市計画学修士課程を修了する。同時に、教員資格を取得。
その後は一家でスコットランドに帰国するが、肺結核を患い療養する。
1954年、再びアメリカに戻り、ペンシルベニア大学教授に就任。1986年まで勤める傍らワシントン大学やカリフォルニア大学バークレー校などの講師や客員教授も歴任した。 1960年にはCBSで、「The House We Live In」なるテレビ番組制作にかかわり、市民への啓蒙を図る。
1960年、学外に事業組織を持つべく、環境コンサルタント企業のウォレス・マクハーグ・ロバーツ・トッドを共同設立する。国内では1954年にメリーランド州バルチモア・バレー計画調査、1969年にミネソタ州ツイン・シティ地域環境保護調査などや、海外では1977年のナイジェリア国会議事堂ロケーション・スタディや1979年のテヘラン・バーディーサン環境公園計画などを手がけた。
メリーランド・ボルチモアカウンティーのバレー開発計画は1962年に開始。1960年代都市域の拡大が進み,その影響は周辺の谷戸地域にまで及びつつあったこの地を対象に,想定される開発パターンの中から4つを取り上げて検討することにしている。たったひとつのプランを初めから決めてかかるよりも、いくつかのプランを比較するほうがより適切な意思決定を行えるということからで、農業保全の観点から低地での開発案、また急傾斜地での開発案も退けられ、最終的にはいくつかのコンパクトな開発を緩傾斜地と台地上に分散する案を採用している。ランドスケープとエンジニアリング科学と開発の関係を熟知していたこのプロジェクトでの実践は大変素晴らしいものになったと評判になる。その後もインナーハーバー、テキサス・ヒューストンのウッドランド・ハウス、また、ミネソタやワシントンDCとコロラド・デンバーのツインシティーズへの地域計画など、1966年までに、他にいくつかのプロジェクトにかかわる。
その一方で、テキサス・モンゴメリカウンティーの住宅地開発にかかわる。この共同体はヒューストンの30マイル北に位置した木材用森林地を開発するもので、ジョージ・P.ミッチェルがプロジェクトに関してマクハーグに相談、彼の立案したユニークなプロジェクト案は多くのデザイン的特徴を有している。
その間、ケネディ大統領以来、歴代の大統領政権下で国家顧問を長く歴任する。
1986年からはオークランド大学、1994年にはオクラホマ大学で教育と研究に従事。 90年代から、アメリカ合衆国環境庁からの全米規模での環境調査と政策提言研究を委嘱。
受賞歴は1990年の国家芸術勲章、財団法人国際科学技術財団の日本国際賞ほか多数。名誉博士号も多数。

## その他
- ルイス・マンフォードの思想に共鳴し、1960年にペンシルベニア大学に赴任してきた生物学者リチャード・ムーレンベルグに影響を受けたという。
- 教え子もかかわっていたこともあり、ローレンス・ハルプリンらの「シーランチ」などの業績をエコロジカル・デザインの唯一の事例として取り上げている。その一方でフィラデルフィアにこうした自分の作品がないことを嘆いていた。
- 1975年に設立したコンサルタント会社Andropogon Associatesは現在でも数々のサスティナブルなランドスケーププロジェクトを提案しつづけている。日本では日光の霧降リゾートなどを手がけているほか、同社が開発した水の循環システムは北京五輪会場でも採用されている。
- マクハーグがデザインウィズネーチャーで提唱したオーバーレイシステムのプランニングは、現在では地理情報システム（GIS）などを使用して、環境に関する情報化や共有、解析、さらに視覚的に訴える表現手法などまで、実現することができている。マクハーグの思想から、都市形態根拠は幾何学という構造形式やミロ、アルプなど視覚芸術、絵画美術からのインスピレーションから、キドニーシェイプやアメーバーシェイプなどの生物物体特有の、さらに大地の諸因子を立脚点においた有機形態をその根拠とすることへと導くことへとなったとされる。
- なお、ペンシルベニア大学大学院でデザインウィズネイチャーにあるようなプログラム演習は、プロセス価値を等級づける作業があいまいな価値判断でなされて主観的になるため、1994年のカリキュラム改変によってなくしている。